# Österreichische Meisterschaften im Skispringen 2020

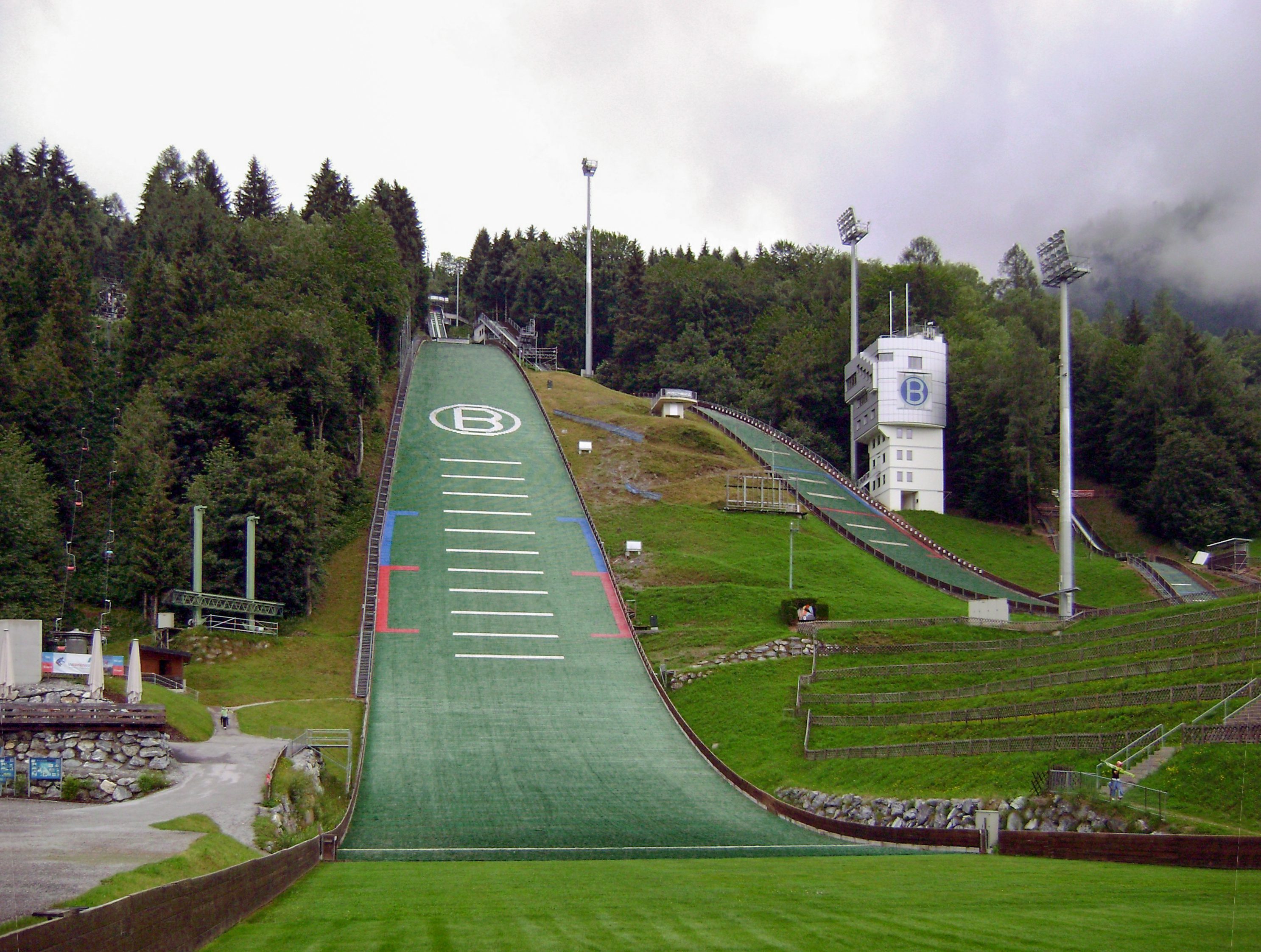
Paul-Außerleitner-Schanze in Bischofshofen

Die österreichischen Staatsmeisterschaften im Skispringen 2020 fanden vom 25. bis zum 27. September in Eisenerz und Bischofshofen statt. Der Veranstalter war der Österreichische Skiverband, wohingegen die Wintersportvereine SC Erzbergland und SC Bischofshofen sowie die Landesskiverbände Steiermark und Salzburg für die Durchführung zuständig waren. Als erste Station machten die Sporttreibenden in Eisenerz halt, wo von der Normalschanze der Erzbergschanzen (K 98 / HS 109) gesprungen wurde, ehe am dritten Tag von der Paul-Außerleitner-Großschanze (K 125 / HS 142) ein weiterer Meister ermittelt wurde. Die Materialkontrolle erfolgte nach den Bestimmungen der österreichischen beziehungsweise internationalen Wettkampfordnung. Cheftrainer der österreichischen Nationalteams waren Andreas Widhölzl bei den Männern sowie Harald Rodlauer bei den Frauen. Die Meisterschaften fanden gemeinsam mit den Meisterschaften in der Nordischen Kombination statt.

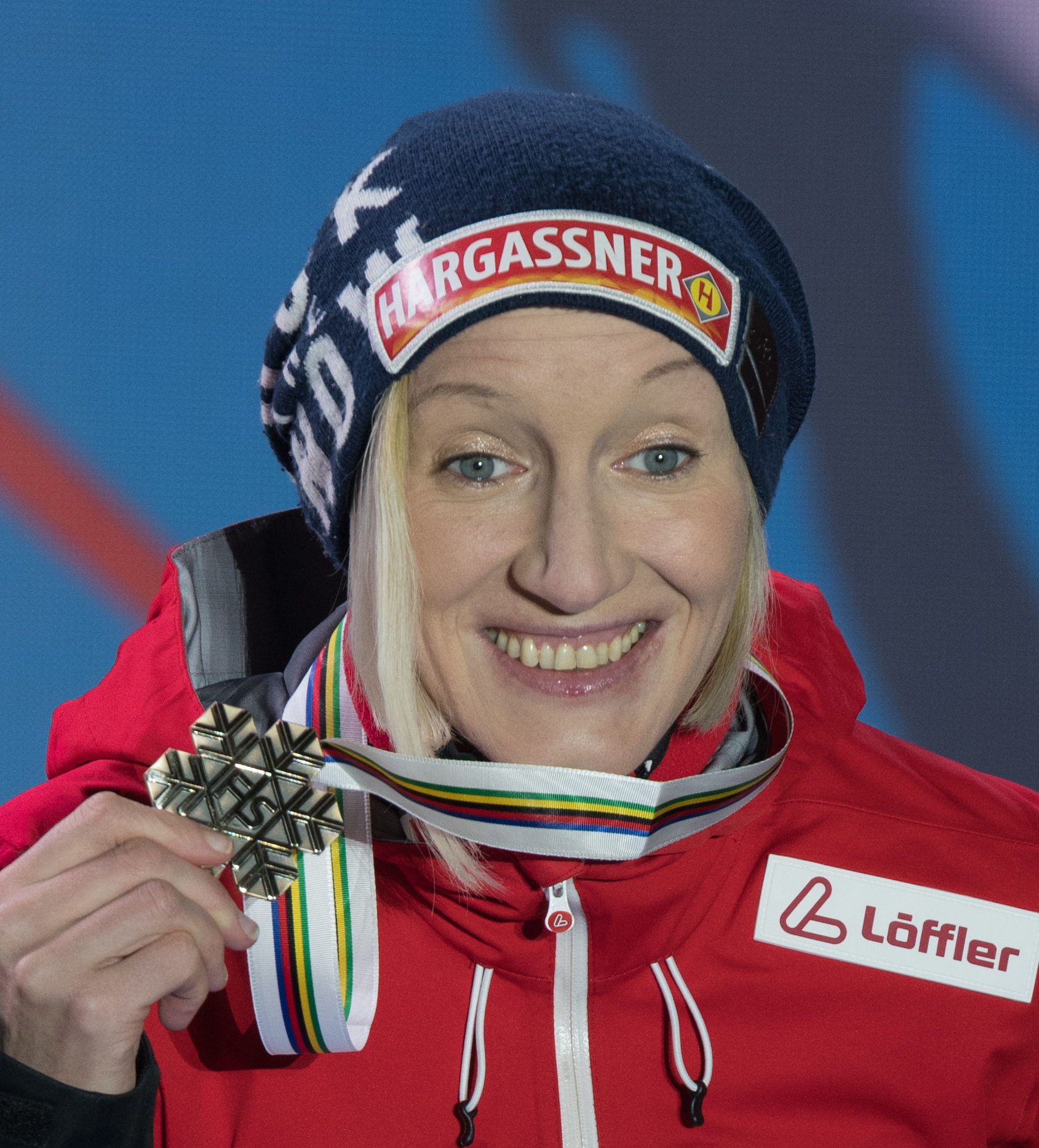
Iraschko-Stolz (2019)
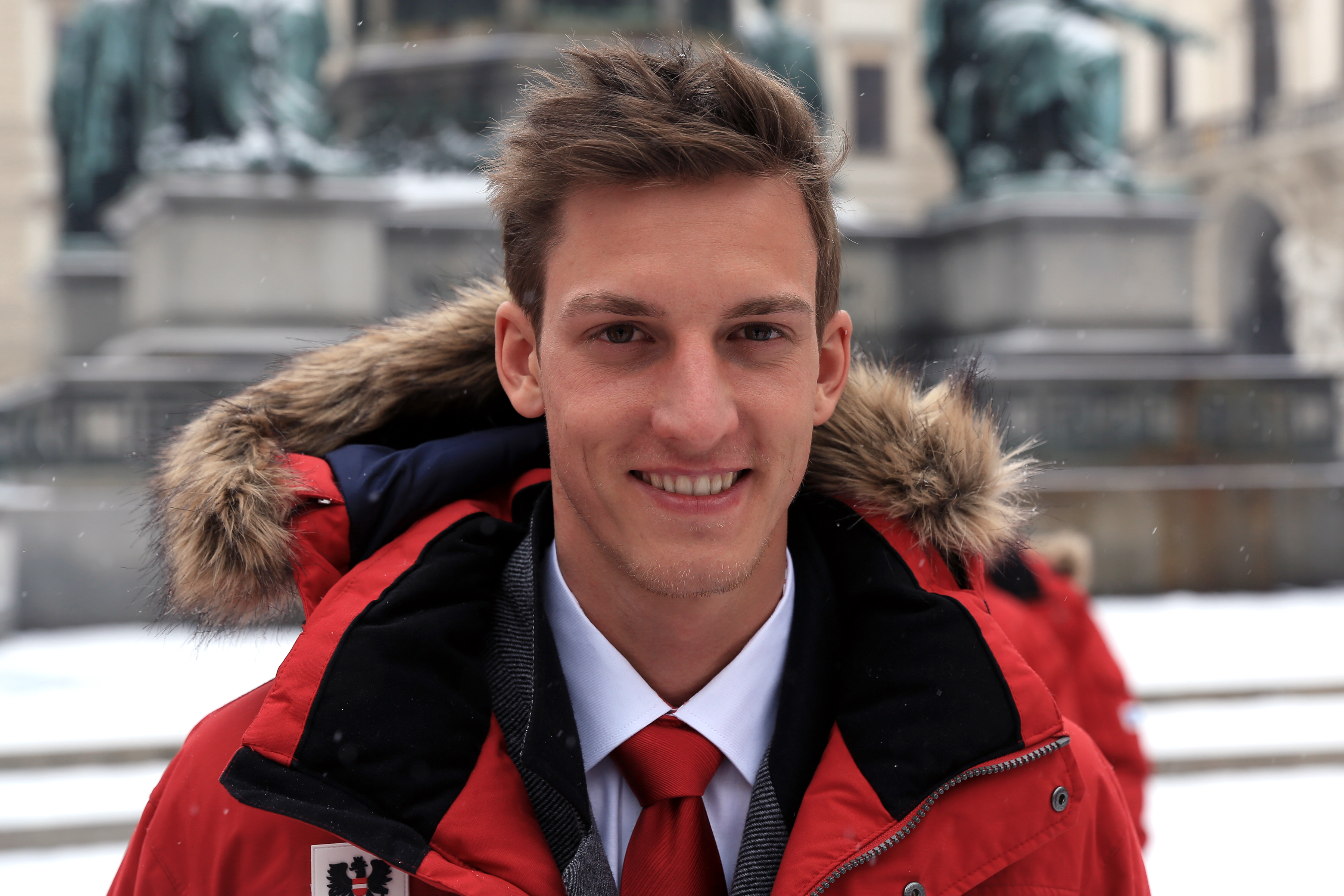
Schlierenzauer (2014)
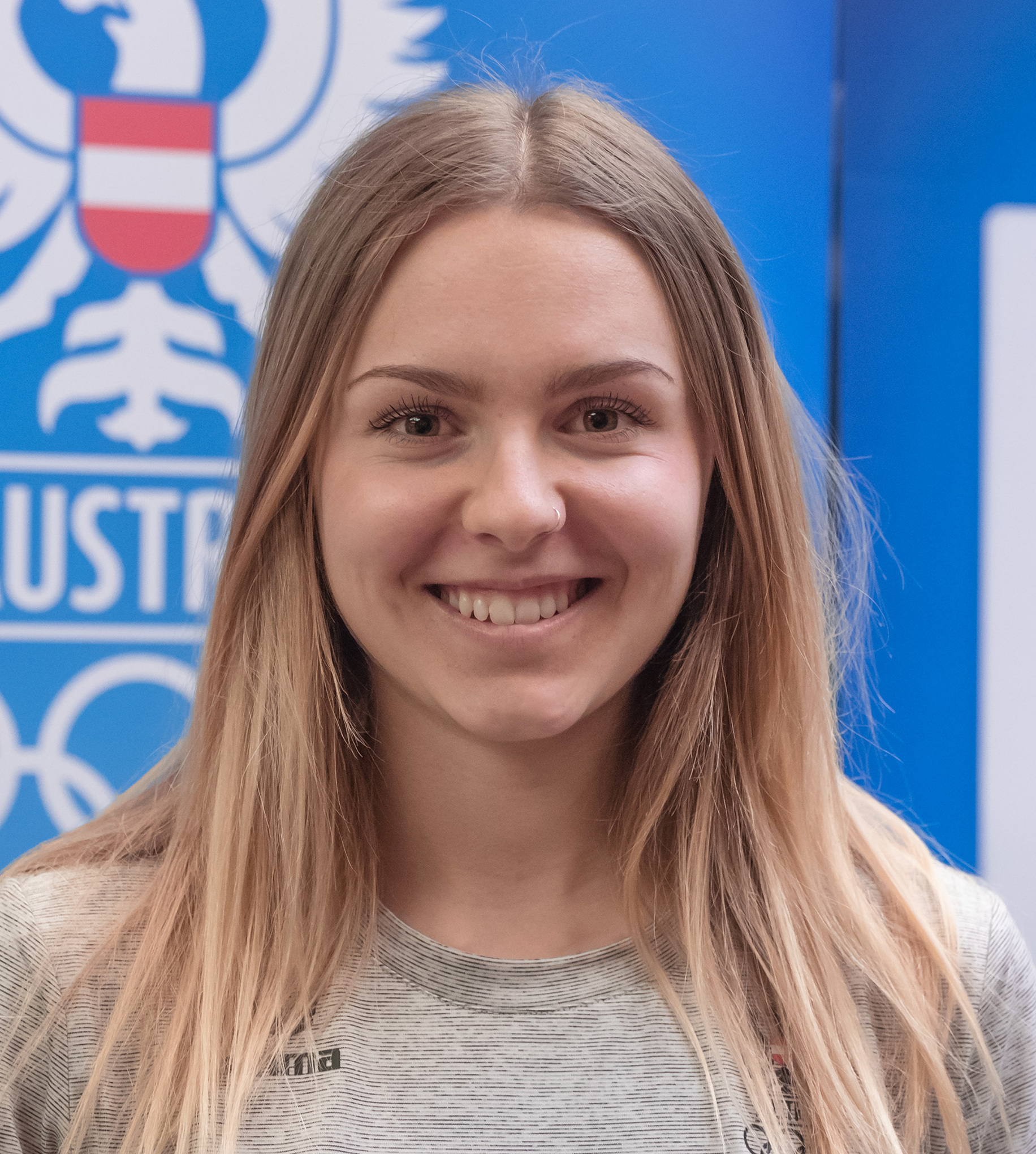
Hölzl (2018)
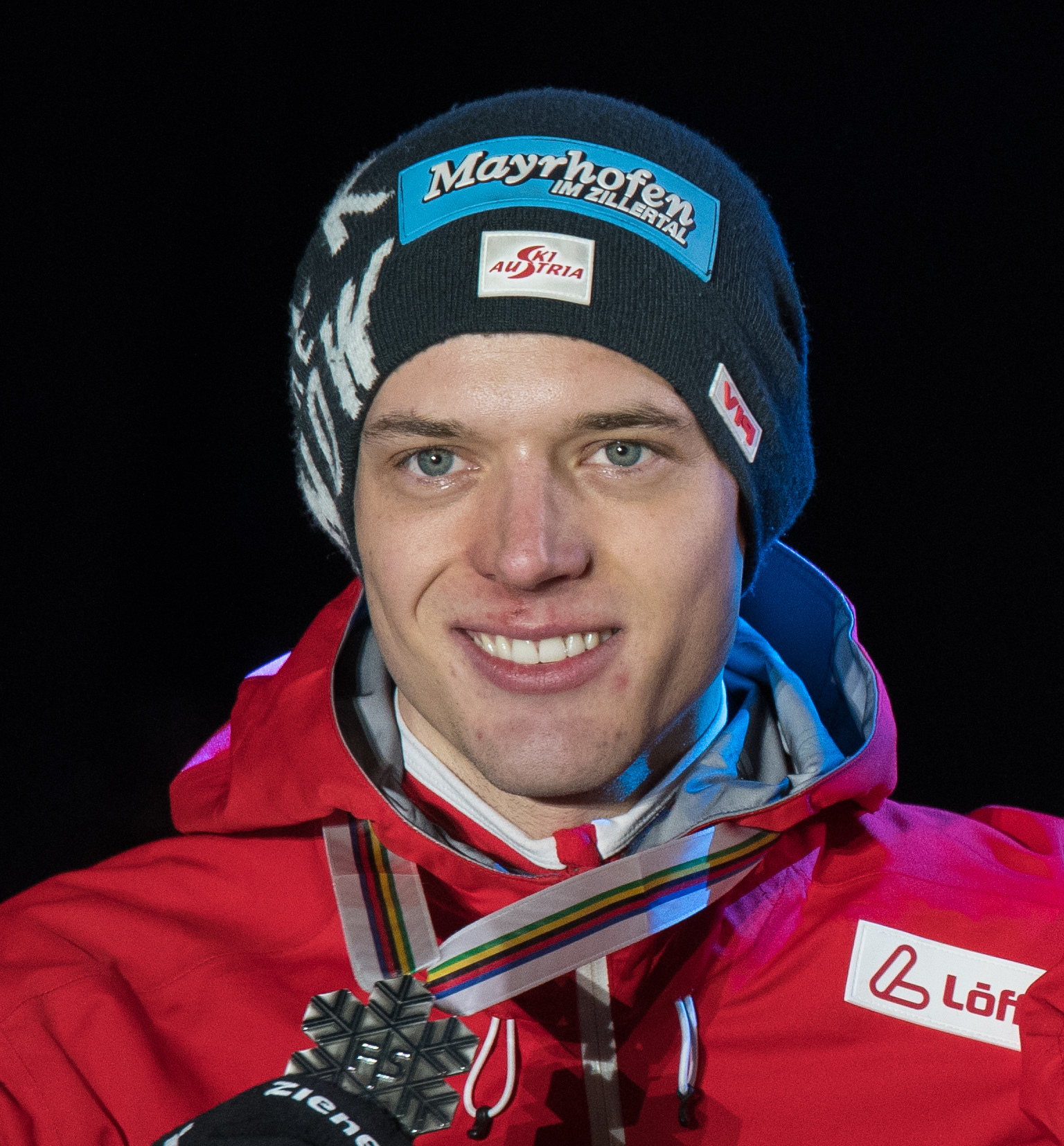
Aschenwald (2019)

## Programm und Zeitplan
Der hier dargestellte Zeitplan der österreichischen Meisterschaften entspricht der ursprünglichen Planung des ÖSV. Diese konnte aufgrund eines massiven Wetterumschwungs in Eisenerz nicht eingehalten werden, da die mit Matten belegten Erzbergschanzen am Wettkampftag zunächst vom Schnee befreit werden mussten. Der Probedurchgang am Samstag, dem 26. September in Eisenerz begann daher erst um 12:35 Uhr, während der erste Durchgang um 14:10 Uhr startete. Der Zeitplan in Bischofshofen konnte eingehalten werden.
| Datum              | Uhrzeit      | Ereignis                 | Ort                       |
| ------------------ | ------------ | ------------------------ | ------------------------- |
| Fr., 25. September |              | Freies Training          | Erzbergschanzen           |
| Sa., 26. September | 08:00        | Mannschaftsführersitzung | Eisenerz                  |
| Sa., 26. September | 09:00        | Probedurchgang           | Erzbergschanzen           |
| Sa., 26. September | 10:45        | Erster Durchgang         | Erzbergschanzen           |
| Sa., 26. September | anschließend | Finaldurchgang           | Erzbergschanzen           |
| Sa., 26. September | ca. 15:15    | Siegerehrung             | Erzberg Arena             |
| So., 27. September | 08:00        | Mannschaftsführersitzung | Bischofshofen             |
| So., 27. September | 09:00        | Probedurchgang           | Paul-Außerleitner-Schanze |
| So., 27. September | 10:30        | Erster Durchgang         | Paul-Außerleitner-Schanze |
| So., 27. September | anschließend | Finaldurchgang           | Paul-Außerleitner-Schanze |
| So., 27. September | anschließend | Siegerehrung             | Paul-Außerleitner-Schanze |

## Teilnehmende
Es nahmen an den Wettbewerben von der Normalschanze 51 Skispringer sowie zwölf Skispringerinnen teil, bevor das Feld der Teilnehmenden für das Springen von der Großschanze reduziert wurde.
| 63 Teilnehmende (51 Athleten und 12 Athletinnen) aus 7 Bundesländern | 63 Teilnehmende (51 Athleten und 12 Athletinnen) aus 7 Bundesländern |
| -------------------------------------------------------------------- | -------------------------------------------------------------------- |
| - Kärnten (8) - Oberösterreich (11) - Salzburg (15) - Steiermark (7) | - Tirol (16) - Vorarlberg (5) - Wien (1)                             |

## Ergebnisse Frauen

### Normalschanze
Das Meisterschaftsspringen von der Normalschanze fand am 26. September 2020 statt. Zwar sollte der Sprunglauf um 10:45 Uhr beginnen, doch verhinderte ein Wetterumschwung einen pünktlichen Start. Letztlich begann der erste Durchgang um 14:10 Uhr, doch kamen die Frauen erst nach den 37 startenden Nordischen Kombinierern an die Reihe. Für den Wettbewerb standen zwölf Athletinnen in der Startliste. Nach dem ersten Durchgang lag Eva Pinkelnig in Führung, wohingegen die Trainingsbeste Chiara Hölzl schon deutlich hinter den Medaillenrängen zurücklag. Mit dem weitesten Sprung des Tages auf 99,5 m sicherte sich schließlich Daniela Iraschko-Stolz ihren 15. Meistertitel.
| Platz | Name                   | Verein             | Weite 1 | Weite 2 | Punkte |
| ----- | ---------------------- | ------------------ | ------- | ------- | ------ |
| 01.   | Daniela Iraschko-Stolz | WSV Eisenerz       | 094,5   | 099,5   | 219,3  |
| 02.   | Eva Pinkelnig          | WSV Tschagguns     | 097,5   | 098,5   | 215,3  |
| 03.   | Sophie Sorschag        | SV Villach         | 096,0   | 099,0   | 205,9  |
| 04.   | Marita Kramer          | SK Saalfelden      | 092,5   | 094,5   | 202,3  |
| 05.   | Chiara Hölzl           | SV Schwarzach      | 085,0   | 099,0   | 197,6  |
| 06.   | Lisa Eder              | SK Saalfelden      | 092,0   | 093,0   | 188,5  |
| 07.   | Vanessa Moharitsch     | ASVÖ SC Höhnhart   | 074,0   | 081,5   | 111,6  |
| 08.   | Elisabeth Raudaschl    | NTS Salzkammergut  | 073,5   | 080,0   | 106,6  |
| 09.   | Hannah Wiegele         | SV Achomitz/Zahomc | 073,5   | 076,5   | 104,5  |
| 10.   | Julia Mühlbacher       | ASVÖ SC Höhnhart   | 075,0   | 075,5   | 095,5  |
| 11.   | Julia Huber            | SK Rottenmann      | 069,0   | 074,0   | 084,0  |
| 12.   | Katharina Ellmauer     | NTS Salzkammergut  | 066,5   | 070,0   | 070,2  |

### Großschanze

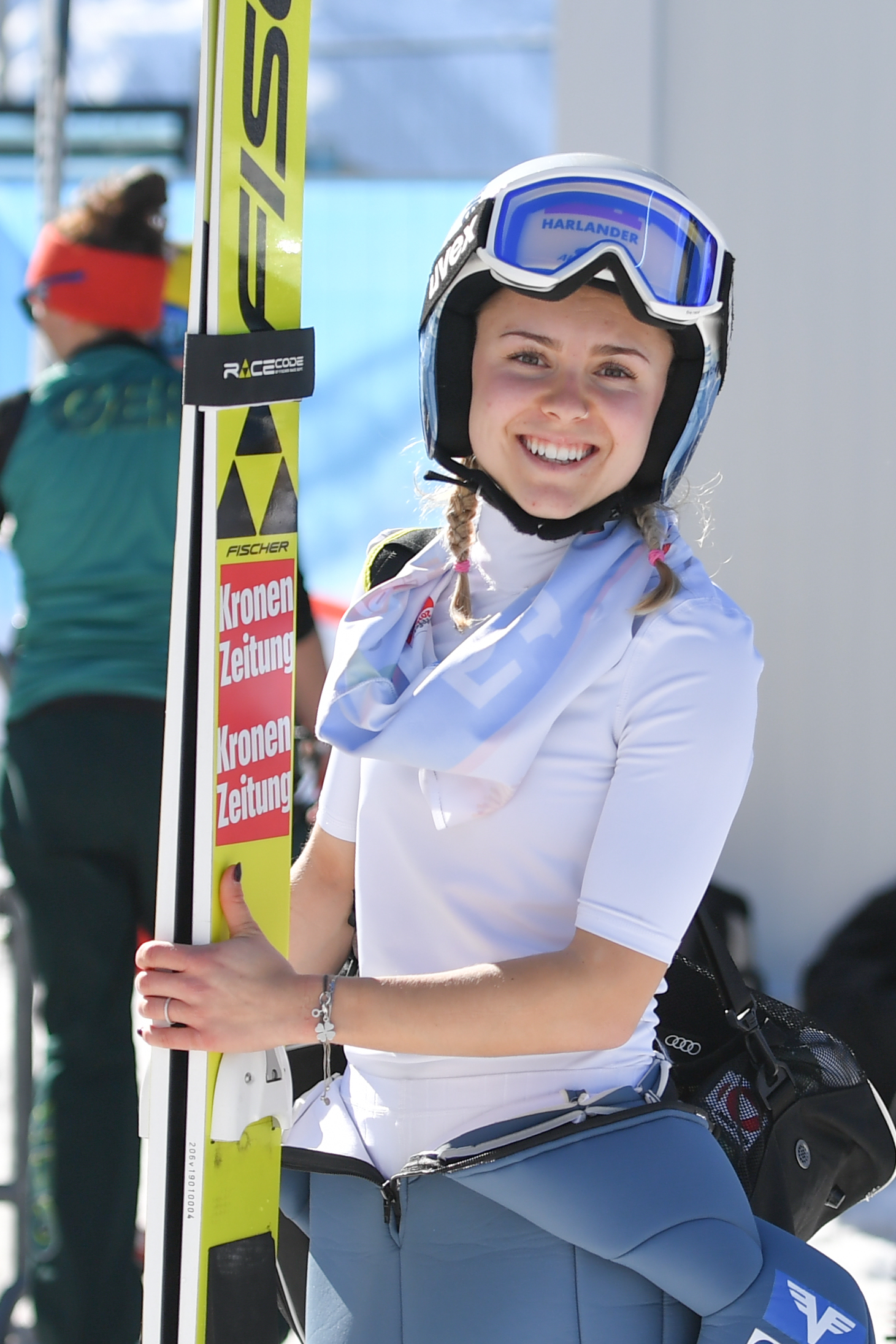
Meisterin Chiara Hölzl (2019)

Das Meisterschaftsspringen von der Großschanze fand am Sonntag, dem 27. September in Bischofshofen statt. Nachdem Chiara Hölzl bereits den Probedurchgang dominiert hatte, setzte sie sich bereits nach dem ersten Durchgang mit einem großen Vorsprung in Führung und gewann letztlich verdient den Meistertitel. In der Startliste waren elf Athletinnen gelistet, doch ging eine davon nicht an den Start.
| Platz | Name                   | Verein             | Weite 1 | Weite 2 | Punkte |
| ----- | ---------------------- | ------------------ | ------- | ------- | ------ |
| 01.   | Chiara Hölzl           | SV Schwarzach      | 140,5   | 127,5   | 230,8  |
| 02.   | Daniela Iraschko-Stolz | WSV Eisenerz       | 131,5   | 116,5   | 190,9  |
| 03.   | Eva Pinkelnig          | WSV Tschagguns     | 126,0   | 117,5   | 176,3  |
| 04.   | Marita Kramer          | SK Saalfelden      | 115,0   | 117,5   | 155,9  |
| 05.   | Sophie Sorschag        | SV Villach         | 118,5   | 104,5   | 144,3  |
| 06.   | Lisa Eder              | SK Saalfelden      | 116,0   | 102,0   | 119,5  |
| 07.   | Hannah Wiegele         | SV Achomitz/Zahomc | 101,0   | 093,0   | 079,7  |
| 08.   | Elisabeth Raudaschl    | NTS Salzkammergut  | 094,5   | 100,0   | 074,0  |
| 09.   | Vanessa Moharitsch     | ASVÖ SC Höhnhart   | 087,0   | 091,5   | 038,2  |
| 10.   | Julia Huber            | SK Rottenmann      | 076,0   | 075,0   | 000,0  |
| DNS   | Katharina Ellmauer     | NTS Salzkammergut  |         |         |        |

## Ergebnisse Männer

### Normalschanze
Der Wettkampf von der Normalschanze in Eisenerz fand am Samstag, dem 26. September 2020 statt. Der erste Durchgang begann um 14:10 Uhr, doch kamen die Männer erst nach den 37 startenden Nordischen Kombinierern sowie den zwölf Skispringerinnen an die Reihe. In der Startliste standen 51 Athleten. Den Probedurchgang gewann Elias Medwed. Diese Leistung konnte er im ersten Wertungsdurchgang, in welchem Gregor Schlierenzauer das Feld anführte, nicht bestätigen. Schlierenzauer war auch der beste Springer des zweiten Durchgangs und wurde so verdient österreichischer Staatsmeister: „Es ist eine schöne Bestätigung für meine harte Arbeit. So etwas nimmt man immer positiv mit. Es ist natürlich eine Kleinschanze. So richtig zählten tut’s im Winter und auf der Großen“, so der Weltcup-Rekordsieger.
| Platz | Name                  | Verein            | Weite 1 | Weite 2 | Punkte |
| ----- | --------------------- | ----------------- | ------- | ------- | ------ |
| 01.   | Gregor Schlierenzauer | SV Innsbruck      | 107,0   | 108,5   | 255,9  |
| 02.   | Markus Schiffner      | UVB Hinzenbach    | 105,5   | 104,5   | 248,6  |
| 03.   | Jan Hörl              | SC Bischofshofen  | 104,0   | 103,0   | 243,5  |
| 04.   | Marco Wörgötter       | Kitzbüheler SC    | 106,5   | 103,0   | 243,4  |
| 05.   | Clemens Aigner        | SV Innsbruck      | 103,5   | 104,0   | 240,5  |
| 06.   | Michael Hayböck       | UVB Hinzenbach    | 103,5   | 104,0   | 239,5  |
| 07.   | Clemens Leitner       | Nordic Team Absam | 102,0   | 102,5   | 236,9  |
| 08.   | Daniel Huber          | SC Seekirchen     | 105,0   | 098,5   | 235,3  |
| 09.   | Manuel Fettner        | SV Innsbruck      | 101,5   | 100,5   | 232,7  |
| 10.   | Thomas Lackner        | Nordic Team Absam | 100,5   | 097,0   | 229,0  |
| 11.   | Stefan Kraft          | SV Schwarzach     | 101,5   | 098,5   | 228,4  |
| 12.   | David Haagen          | ESV Mürzzuschlag  | 102,0   | 098,5   | 227,9  |
| 13.   | Janni Reisenauer      | TSU St. Veit      | 105,0   | 094,0   | 227,0  |
| 14.   | Stefan Rainer         | SV Schwarzach     | 099,0   | 097,5   | 223,4  |
| 15.   | Niklas Bachlinger     | WSV Schoppernau   | 095,5   | 099,5   | 223,3  |

| Platz | Name               | Verein                | Weite 1 | Weite 2 | Punkte |
| ----- | ------------------ | --------------------- | ------- | ------- | ------ |
| 16.   | Timon-P. Kahofer   | WSV Wörgl             | 097,0   | 101,5   | 220,7  |
| 17.   | Maximilian Steiner | NTS Salzkammergut     | 096,5   | 098,5   | 220,3  |
|       | Philipp Aschenwald | SC Mayrhofen          | 096,5   | 101,5   | 220,3  |
| 19.   | Elias Medwed       | SV Innsbruck-Bergisel | 101,5   | 098,0   | 219,5  |
| 20.   | Maximilian Lienher | Kitzbüheler SC        | 099,5   | 094,5   | 218,1  |
| 21.   | Ulrich Wohlgenannt | SK Kehlegg            | 098,0   | 098,0   | 217,7  |
| 22.   | Daniel Tschofenig  | SV Achomitz/Zahomc    | 094,5   | 099,5   | 215,5  |
|       | Mika Schwann       | SG Klagenfurt         | 099,0   | 094,5   | 215,5  |
| 24.   | Peter Resinger     | SV Schwarzach         | 096,5   | 096,0   | 208,0  |
| 25.   | Markus Rupitsch    | SG Klagenfurt         | 099,5   | 090,0   | 206,2  |
| 26.   | Michael Hofer      | UVB Hinzenbach        | 097,5   | 094,5   | 205,3  |
| 27.   | Markus Müller      | UVB Hinzenbach        | 096,5   | 091,5   | 202,3  |
| 28.   | Stefan Huber       | SC Seekirchen         | 096,0   | 095,0   | 202,2  |
| 29.   | Maximilian Ortner  | SV Villach            | 095,0   | 091,5   | 197,5  |
| 30.   | Julijan Smid       | SV Achomitz/Zahomc    | 092,5   | 094,5   | 193,5  |

### Großschanze
Das Meisterschaftsspringen von der Großschanze fand am Sonntag, dem 27. September in Bischofshofen statt. Nachdem Philipp Aschenwald am Vortag überraschend schwach abschnitt, präsentierte er sich von der Paul-Außerleitner-Schanze in gewohnter Topform und setzte sich bereits nach dem ersten Durchgang in Führung. Seinen Vorsprung von 11,3 Punkten nach dem ersten Sprung konnte er sogar noch ausbauen und somit seinen ersten Meistertitel feiern. Als positive Überraschung galten Maximilian Steiner, der bereits 2016 in Villach mit dem Team österreichischer Staatsmeister wurde, und Thomas Lackner, der nach seiner Team-Bronzemedaille 2013 nun auch seine erste Medaille im Einzel gewinnen konnte. Im Gegensatz dazu ist die Performanz des Weltcup-Gesamtsiegers 2019/20 Stefan Kraft als negative Überraschung zu bewerten, auch wenn die Erwartungen aufgrund anhaltender Rückenschmerzen bereits im Vornherein niedriger waren als üblich. Es waren 41 Athleten in der Startliste aufgeführt worden, doch ging mit Francisco Mörth ein Sportler nicht an den Start.
| Platz | Name                  | Verein                | Weite 1 | Weite 2 | Punkte |
| ----- | --------------------- | --------------------- | ------- | ------- | ------ |
| 01.   | Philipp Aschenwald    | SC Mayrhofen          | 144,0   | 135,5   | 257,9  |
| 02.   | Michael Hayböck       | UVB Hinzenbach        | 133,5   | 138,5   | 242,3  |
| 03.   | Thomas Lackner        | Nordic Team Absam     | 132,5   | 134,5   | 239,3  |
| 04.   | Daniel Huber          | SC Seekirchen         | 135,5   | 137,0   | 238,7  |
| 05.   | Manuel Fettner        | SV Innsbruck-Bergisel | 140,0   | 142,5   | 238,4  |
| 06.   | Maximilian Steiner    | NTS Salzkammergut     | 140,0   | 128,5   | 234,3  |
| 07.   | Markus Schiffner      | UVB Hinzenbach        | 135,0   | 136,5   | 233,7  |
| 08.   | Gregor Schlierenzauer | SV Innsbruck-Bergisel | 136,5   | 129,5   | 229,5  |
| 09.   | Peter Resinger        | SV Schwarzach         | 139,5   | 133,5   | 229,4  |
| 10.   | Niklas Bachlinger     | WSV Schoppernau       | 132,5   | 130,5   | 228,7  |
| 11.   | Jan Hörl              | SC Bischofshofen      | 132,0   | 133,0   | 223,8  |
| 12.   | Stefan Kraft          | SV Schwarzach         | 124,5   | 131,5   | 216,8  |
| 13.   | Clemens Aigner        | SV Innsbruck-Bergisel | 132,0   | 124,5   | 213,7  |
| 14.   | David Haagen          | ESV Mürzzuschlag      | 118,5   | 134,0   | 212,0  |
| 15.   | Janni Reisenauer      | TSU St. Veit          | 127,5   | 129,0   | 210,0  |

| Platz | Name                 | Verein                | Weite 1 | Weite 2 | Punkte |
| ----- | -------------------- | --------------------- | ------- | ------- | ------ |
| 16.   | Stefan Rainer        | SV Schwarzach         | 129,0   | 128,5   | 207,1  |
| 17.   | Timon-Pascal Kahofer | WSV Wörgl             | 128,5   | 133,0   | 206,9  |
| 18.   | Marco Wörgötter      | Kitzbüheler SC        | 126,5   | 128,0   | 199,5  |
| 19.   | Mika Schwann         | SG Klagenfurt         | 131,5   | 121,0   | 197,4  |
| 20.   | Markus Müller        | UVB Hinzenbach        | 125,0   | 124,5   | 192,0  |
| 21.   | Stefan Huber         | SC Seekirchen         | 131,0   | 114,0   | 188,5  |
| 22.   | Michael Hofer        | UVB Hinzenbach        | 127,5   | 116,0   | 187,2  |
| 23.   | Julijan Smid         | SV Achomitz/Zahomc    | 120,0   | 126,0   | 184,9  |
| 24.   | Maximilian Ortner    | SV Villach            | 128,5   | 117,5   | 182,3  |
|       | Maximilian Lienher   | Kitzbüheler SC        | 127,5   | 121,5   | 182,3  |
| 26.   | Julian Wienerroither | SK Saalfelden         | 122,5   | 128,5   | 179,8  |
| 27.   | Elias Medwed         | SV Innsbruck-Bergisel | 116,5   | 123,0   | 177,9  |
| 28.   | Clemens Leitner      | Nordic Team Absam     | 121,5   | 118,5   | 170,1  |
| 29.   | Elias Kogler         | Kitzbüheler SC        | 125,0   | 114,0   | 166,1  |
| 30.   | Daniel Tschofenig    | SV Achomitz/Zahomc    | 123,5   | 110,5   | 164,0  |